# Einzelwertberichtigung
Als Einzelwertberichtigung bezeichnet man im Rechnungswesen eine Wertberichtigung, die den Buchwert einer bestimmten Forderung an ihren niedrigeren tatsächlichen Wert anpasst.

## Allgemeines
Es gibt zwei Arten der Wertberichtigung, die Pauschalwertberichtigung und die Einzelwertberichtigung. Im Gegensatz zur Pauschalwertberichtigung wird bei der Einzelwertberichtigung jede einzelne Forderung für sich allein einer Bewertung unterzogen und somit der Einzelbewertungsgrundsatz des § 252 Abs. 1 Nr. 3 HGB erfüllt. Die Wertberichtigung war eine indirekte Verbuchungsmethode, die im Gegensatz zur direkten Methode der Abschreibung die Bilanzposition der Forderungen unverändert ließ und diese mit einem Korrekturposten auf der Passivseite versah. Der Ausweis der Wertberichtigungen als eigenständige Bilanzposition ist in der Handelsbilanz im HGB seit Januar 1986 nicht mehr zulässig.
Die Einzelwertberichtigung ist eine Vorstufe der Abschreibung der entsprechenden Forderung und stellt einen Aufwand in der Gewinn- und Verlustrechnung dar. Die Abschreibung wird erst nach dem tatsächlichen Ausfall eines Teiles oder der gesamten Forderung durchgeführt. Im Gegensatz zur Abschreibung bleibt die Forderung in den Büchern als offen stehen, wird aber in der Bilanz um den Wertberichtigungsbetrag vermindert dargestellt.

## Wirtschaftliche Aspekte
Einzelwertberichtigungen werden erforderlich, wenn sich die Kreditwürdigkeit, Solvenz oder Zahlungsfähigkeit eines Debitors, Kreditnehmers oder Schuldners verschlechtert hat und am Bilanzstichtag bei der Bilanzierung ein Ausfallrisiko besteht.
In § 252 Abs. 1 Nr. 4 HGB wird gefordert, dass alle vorhersehbaren Risiken und Verluste, die bis zum Bilanzstichtag entstanden sind, berücksichtigt werden müssen. Konkret verlangt dann § 253 Abs. 4 HGB, dass beim Umlaufvermögen Abschreibungen vorzunehmen sind, wenn am Abschlussstichtag ein niedrigerer Wert vorhanden ist als zum Zeitpunkt der Einbuchung. Das erfordert Wertberichtigungen auf Forderungen für den Fall, dass sie als zweifelhafte Forderung eingestuft worden sind. Das Ausfallrisiko zweifelhafter Forderungen ist größer als 0 % und kleiner als 100 %, wodurch der Zahlungseingang in Höhe und/oder Zeitpunkt einer Ungewissheit unterliegt. Gründe können sein, dass der Forderungsschuldner (Debitor) nach entsprechender Mahnung nicht gezahlt hat, Mängelrügen vorliegen oder der Kunde gar ein Insolvenzverfahren beantragt hat. Wegen des geltenden strengen Niederstwertprinzips müssen diese Forderungen mit ihrem wahrscheinlichen Wert bilanziert werden. Hierbei wird vom Bilanzierer eine Prognose der Rückzahlungswahrscheinlichkeit verlangt. Die Abschreibung oder Wertberichtigung soll entsprechend den wahrscheinlich nicht mehr einbringlichen Teil als Wertminderung auffangen. Ist die Forderung uneinbringlich (Ausfallrisiko = 100 %), etwa weil das Insolvenzverfahren über den Schuldner eine Insolvenzquote von 0 % ergibt (Abweisung mangels Masse), so ist sie vollständig abzuschreiben.
In der Steuerbilanz sind zweifelhafte Forderungen mit ihrem wahrscheinlichen Wert anzusetzen. Hierzu hat im August 2003 der BFH drei Kriterien aufgestellt. Eine Einzelwertberichtigung darf nur vorgenommen werden, wenn ein vorsichtig bewertender Kaufmann aufgrund der allgemeinen Lebenserfahrung aus den jeweiligen Umständen des Einzelfalles auf einen teilweisen Forderungsverlust schließen muss. Dabei ist die individuelle Zahlungsfähigkeit und -willigkeit des Schuldners zu ermitteln. Die am Bilanzstichtag gegebenen Verhältnisse müssen objektiv die – eher nicht zu pessimistisch ausfallende – Schätzung rechtfertigen.

## Kreditinstitute
Ausnahmen vom Prinzip der Einzelbewertung sind in Unternehmen zulässig, die eine große Anzahl vieler Forderungen aufweisen (Handelsbetriebe, Kreditinstitute). Kreditinstitute dürfen vom Prinzip der Einzelbewertung abweichen und ihren Forderungsbestand im Rahmen der Pauschalwertberichtigung als Vorsorgereserven bewerten (§ 340f HGB). Die Einzelwertberichtigung unterliegt bei Kreditinstituten keinem Verrechnungsverbot, sondern darf von den zweifelhaften Forderungen abgesetzt werden (§ 340f Abs. 1 HGB).
Für Kredite und Forderungen (englisch loans and receivables) und für Vermögenswerte, die bis zur Endfälligkeit gehalten werden (englisch held to Maturity) können sowohl Einzelwertberichtigungen als auch „portfoliobasierte Einzelwertberichtigungen“ {\displaystyle EWB_{pb}} gebildet werden:
{\displaystyle EWB_{pb}=(exp-S_{BW}\cdot EQ)\cdot (1-EBQ)}.
Der Inanspruchnahme des Debitors {\displaystyle exp} wird der Verkehrswert der Kreditsicherheiten {\displaystyle S_{BW}} gegenübergestellt unter Berücksichtigung der Erlösquote {\displaystyle EQ}, wobei der vermutlich nicht einzubringende Teil der Forderung (1 - Einbringungsquote bzw. {\displaystyle EBQ}) zu berücksichtigen ist.

## HGB/IFRS
Unterschieden werden muss, nach welchem Rechnungslegungsstandard die EWB gebildet wird, entweder nach HGB oder IAS/IFRS. Je nach Standard ergibt sich eine unterschiedliche Art der Bewertung mit in der Folge verschiedenen Werten als Ergebnis.

### HGB
Die Bildung von Einzelwertberichtigungen leitet sich aus den allgemeinen Bewertungsgrundsätzen des § 252 (1) Nr. 4 HGB her (Vorsichtsprinzip).
Bestimmung der Einzelwertberichtigung auf Forderungen
Die Bestimmung der Einzelwertberichtigung ist abhängig von der Bonität des Kreditnehmers und dem Wert von Kreditsicherheiten:
```
   
Buchwert
 der nominellen 
Forderung

   − erwartete Tilgungszahlungen
   − erwartete Erlöse aus Sicherheitenverwertung
   = Betrag der Einzelwertberichtigung
```

Tilgungszahlungen lassen sich der Höhe und ihrer Wahrscheinlichkeit nach schwierig schätzen. Die Beurteilung der Bonität kommt aufgrund des aufwändigen Verfahrens nur am Bilanzstichtag und bei Großkrediten in Frage.

### IFRS

#### Einleitung
Die Bildung von Einzelwertberichtigungen nach IFRS leitet sich aus dem IAS-Standard 39 her (Vermittlung entscheidungsrelevanter Informationen) im Gegensatz zum Vorsichtsprinzip in HGB. Einzelwertberichtigungen werden für signifikante impairte Kredite, die einer Einzelfallbetrachtung unterliegen, gebildet. Signifikant bedeutet hier wesentlich, also über einer individuell festzulegenden Signifikanzgrenze pro Engagement liegend. Impairt heißt wertgemindert; d. h. die Bank erhält nicht die vertraglich vereinbarten Cash-Flows.

##### Nichtsignifikante Kredite
Nichtsignifikante Kredite (unter einer individuell festzulegenden Signifikanzgrenze pro Engagement) unterliegen ebenfalls einer Einzelwertberichtigung, allerdings greifen hier Vereinfachungen, die insbesondere die Bewertung der Sicherheiten und des Cash-Flows betreffen. Für diese Einzelwertberichtigungen wird zur Unterscheidung eine abweichende Bezeichnung gewählt. Häufig werden sie als „portfoliobasierte Einzelwertberichtigungen“ {\displaystyle poEWB)} bezeichnet:
{\displaystyle EWB_{pb}=max.{IA-Sv\cdot EQ,0}\cdot (1-EBQ)}.
Parameterbeschreibung:

{\displaystyle IA} = Inanspruchnahme des Kredits,

{\displaystyle Sv} = Kreditsicherheiten (Verkehrswert),

{\displaystyle EQ} = Erlösquote,

{\displaystyle EBQ} = Einbringungsquote und

{\displaystyle LGD} = Loss Given Default/Verlustbetrag.
Die Methodik basiert auf der Vorgehensweise der PoWB-Ermittlung.

#### Berechnung
Fortgeführte Anschaffungskosten (= FAK) abzüglich Barwert erwarteter Cashflows abzüglich Barwert der Sicherheiten ergibt erwarteten Verlust, der zu 100 % wertberichtigt wird. Die FAK sind ursprüngliche Anschaffungskosten unter Berücksichtigung von Tilgungsbeträgen, der Verteilung von Agien/Disagien über die Laufzeit des Kredites und von Wertberichtigungen.

## Buchungen
- Bei der Buchung der Ausgangsrechnung wird eine einwandfreie Forderung eingestellt:

```
          
Forderungen

               an 
Erträge

               an 
Umsatzsteuer
```

- Bei Erkennen eines Ausfallsrisikos werden die offenen Forderungen eventuell auf ein gesondertes Konto für zweifelhafte Forderungen umgebucht und die Wertberichtigung gebucht:

```
          
zweifelhafte Forderungen

               an Forderungen
```

```
          Aufwand aus Wertberichtigungen
               an Wertberichtigung zu Forderungen
```

- Nach Abschluss des Verfahrens gibt es drei Möglichkeiten:

- - Fall 1: Der Forderungsausfall ist höher als die Wertberichtigung, der Differenzbetrag wird in der Gewinn- und Verlustrechnung als Aufwand dargestellt

```
          Abschreibung auf Forderungen
          Umsatzsteuer
               an zweifelhafte Forderungen
```

```
          Wertberichtigung zu Forderungen
               an Abschreibung zu Forderungen
```

- - Fall 2: Der Forderungsausfall entspricht genau der Wertberichtigung

```
          Wertberichtigung zu Forderungen
               an zweifelhafte Forderungen
```

- - Fall 3: Der Forderungsausfall ist niedriger als die Wertberichtigung

```
          Wertberichtigung zu Forderungen (gesamter Wertberichtigungsbetrag)

               an zweifelhafte Forderungen (Höhe des Forderungsausfalls)

               an Erträge aus Auflösung von Wertberichtigungen (Differenz)
```

- Beim unerwarteten Zahlungseingang in der Folgeperiode wird die Abschreibung korrigiert:

```
          Bank
               an 
Periodenfremder Ertrag

               an Umsatzsteuer
```